# Салих-паша Невесињац
Салих-паша Невесињац (Невесиње, око 1607. – Истанбул, 16. септембар 1647), такође познат и као Невесинли Салих-паша, био је османлијски цивилни службеник и велики везир.

## Младост
Салих-паша рођен је у Невесињу, Херцеговачком санџаку у Босанском пашалуку, а у раној младости путем данка у крви послат је у Константинопољ. За вријеме владавине султана Мурата IV (1623–1640), Салих-паша је био цивилни службеник специјализован за трезор. Служио је и на неким другим мјестима, а коначно је за вријеме владавине султана Ибрахима (1640–1648), 1644. године, постављен за дефтердара, на највишу позицију у трезору. Султаназад Семиз Мехмед-паша смијењен је са функције великог везира 1645. године, а први избор султана за то мјесто био је Јусуф-паша. Међутим, Јусуф-паша није прихватио ту функцију, а Салих-паша је именован за великог везира 17. децембра 1645. године.

## Велико везирство
Најважнији проблем 1646. године био је рат на Криту, важном острву у Егејском мору, које је у првој половини 17. вијека било колонија Млетачке републике (види Кандијски рат (1645–1669)). Салих-паша је послао Султаназада Семиза Мехмед-пашу, свог претходника, на Крит као генералног команданта (турски: сердар). Када је убрзо након тога Мехмед-паша умро, Гази Хусеин-паша постављен је за на његову функцију команданта. Био је успјешан у освајању Ретимна. Још један важан проблем у то вријеме била је непослушност Мегрелије (такође позната и као Самегрело, провинције на западу Грузије), која је била вазална држава Османског царства. Салих-паша успио је да тамо одржи ред.

## Смрт
Према аустријском оријенталисту Јозефу фон Хамер-Пургшталу, султан Ибрахим, неуравнотежени монарх, издао је стриктна наређења да се забрани саобраћај за све коњске запреге у престоници, Истанбулу. С обзиром да је његово наређење прекршено, наредио је погубљење свог великог везира, Салих-паше. Током једног засједања дивана, Салих-паша је ухапшени погубљен 16. септембра 1647. године.